# Tod Browning
Pour les articles homonymes, voir Browning.
Charles Albert Browning, dit Tod Browning, est un réalisateur, scénariste, producteur et acteur américain né le 12 juillet 1880 à Louisville dans le Kentucky et mort le 6 octobre 1962 à Malibu en Californie.
Il est notamment connu pour avoir réalisé le premier Dracula parlant en 1931 avec Béla Lugosi et Freaks, en 1932.

## Biographie
Tod Browning est le deuxième fils et le troisième enfant de Charles Leslie Browning et de Lydia Jane Fitzgerald Browning.
Il est très tôt attiré par le monde du spectacle. Les différents événements organisés dans la ville de Louisville, dont la grande manifestation annuelle The Satellites of Mercury, sont certainement une source d’inspiration. Selon la légende, Browning quitte sa famille en 1898 lors du passage d'une troupe itinérante. Il semble suivre ainsi l'exemple du personnage Toby Tyler du roman de James Otis Kaler Toby Tyler, or, Ten Weeks with a Circus (1881), ouvrage très populaire à la fin du XIXe siècle, dans lequel Toby réussit à s’échapper de l'emprise de son oncle autoritaire et se lie d'amitié avec des membres d’une troupe de phénomènes de foire.
Browning parcourt pendant plusieurs années le sud des États-Unis, mais revient régulièrement à Louisville. Il se marie avec Amy Louise Stevens en 1906, mais cela ne dure pas très longtemps : le divorce est prononcé quatre ans plus tard.
En 1913, Browning joue dans une pièce burlesque The Whirl of Mirth qui a un certain succès. C'est à cette époque que le comédien Charlie Murray présente Browning à David Wark Griffith ; ce dernier l’engage et le fait jouer dans deux comédies, Scenting a Terrible Crime (1913) et A Fallen Hero (1913). Browning et Lionel Barrymore suivent Griffith à Los Angeles.
En 1914, Browning joue dans An Interrupted Séance, son premier film sur la côte ouest. Un an plus tard, il réalise son premier film, The Lucky Transfer. D'autres réalisations suivent : The Slave Girl (1915), An Image of the Past (1915), The Living Death (1915) et The Burned Hand (1915). Ces deux derniers mélodrames abordent déjà des thèmes récurrents dans l'œuvre du réalisateur : les relations tendues entre père et fille, les mutilations physiques. Browning se marie une deuxième fois, avec Alice Lillian Houghton en 1917.
À partir de 1918, beaucoup de ses films mettent en vedette Priscilla Dean. Après avoir tourné un certain nombre de films pour Triangle et Metro Pictures, il fait deux rencontres essentielles pour sa carrière à Universal : Irving Thalberg, directeur d'Universal et Lon Chaney, acteur, né de parents sourds et muets. Le premier film de Tod Browning et de Lon Chaney est Fleur sans tache (1919) dans lequel Chaney joue le rôle d’un truand.
En 1925, après une série de films réalisés pour Universal et Gothic pictures et de sérieux problèmes d'alcoolisme, Browning réalise Le Club des trois (The Unholy Three), roman de Tod Robbins, avec Lon Chaney comme acteur principal, grâce à l'appui de Thalberg. Le film est un succès phénoménal. Chaney joue par la suite dans plusieurs films de Browning : L'Oiseau noir (1926), La Route de Mandalay (1926), L'Inconnu (1927) Londres après minuit (1927), Le Loup de soie noire (1928), À l'ouest de Zanzibar (1928), Loin vers l'est (1929). On retrouve dans ces œuvres les sujets chers à Tod Browning: le monde interlope, le macabre, l'infirmité.
Bien qu’il soit un film muet, West of Zanzibar intègre néanmoins certains éléments sonores afin d’amadouer un public déjà familiarisé avec le cinéma parlant (Le Chanteur de jazz sort en 1927). Loin vers l'est est la dernière collaboration entre Chaney et Browning (Lon Chaney meurt en 1930). Apparaissent ensuite dans les films de Browning Bela Lugosi (Dracula, 1931, Mark of the Vampire, 1935), Edward G. Robinson (Les Révoltés, 1930) ou encore Lionel Barrymore (Mark of the Vampire, Les Poupées du diable, 1936).
La Monstrueuse Parade (Freaks, 1932) reste le film qui retient une attention toute particulière au cours de cette période. Basée sur une nouvelle de Clarence Aaron « Tod » Robbins intitulée Spurs, l'histoire a, semble-t-il, été communiquée à Browning en premier lieu par Harry Earles, acteur jouant le rôle d'un des cambrioleurs dans The Unholy Three.
Le film met en scène des personnes dotées de malformations physiques; ces personnages considérés comme des monstres font preuve de plus d'humanité que les êtres dits normaux. La Monstrueuse Parade révulse le public et la critique ; c'est un échec cuisant pour le cinéaste. Il ne réalise par la suite que quatre films ; Miracles à vendre (1939) est le dernier.
Il déménage avec Alice à Malibu après avoir vendu leur maison de Beverly Hills. Alice meurt le 12 mai 1944. Tod Browning se met à vivre en reclus. En 1946, il fait la connaissance du Docteur Harold Snow, jeune vétérinaire, qui se charge dans les années 1940 et 1950 de soigner ses deux chiens, Toby et Dusty. Le couple Snow propose à Browning de vivre avec eux, ce qu'il finit par accepter.
Il consulte alors un médecin qui diagnostique un cancer du larynx. En juin 1962, Browning subit une ablation du larynx. Tod Browning décède le 6 octobre 1962.

## Héritage
Freaks a eu un impact très important dans l'imaginaire populaire et servi d'inspiration pour plusieurs œuvres, sur de nombreux supports.
Au cinéma, le film de Tod Browning influence de nombreux réalisateurs. Il convient de citer, bien sûr, Elephant Man (The Elephant Man) (1980) de David Lynch ou Les Frères Falls de Mark et Michael Polish sur deux frères siamois qui reçoit le prix du jury de Deauville en 1999. Jodie Foster projette de réaliser Flora Plum, histoire d'un monstre de foire qui tombe amoureux d'une jeune fille venue travailler dans le cirque dont il est la vedette. Raina Haig, réalisatrice déficiente visuelle travaille actuellement sur le scénario d'un long métrage également inspirée de Freaks.
Au théâtre en 1988, Geneviève de Kermabon, comédienne et acrobate de formation, présentait à Avignon une adaptation théâtrale de Freaks. Le spectacle choque une partie du public. Le texte de la pièce a été publié chez Actes Sud en 1992.
Dans la musique, le groupe français strasbourgeois, Weepers Circus, fondé dans les années 1980, rend hommage à Freaks en intitulant leur cinquième album La monstrueuse parade (2005).
Dans la bande dessinée, on peut citer notamment :
- Blondeau, Muriel, Foerster, Philippe. Monstrueuse Parade. Casterman (11 janvier 2006). Le docteur Balibar rencontre Gus Filochet, l'enfant-poisson et propose tout de suite à ses parents de l'argent pour pouvoir exhiber leur fils dans son cirque itinérant... Le couple est dans la misère; le père s'enivre régulièrement pour oublier la cruelle réalité : son fils aîné est un être couvert d'écailles. Dans la foulée, les deux parents persuadent Balibar d'emporter aussi Miquet leur cadet, gamin étrange qui passe ses journées à dessiner...
- Kraehn, Jean-Charles. Bout d'homme, l'intégrale. Glénat (1er octobre 1997). Le deuxième tome s'intitule La parade des monstres.

En littérature, le roman Hollywood Monsters de Fabrice Bourland, paru en 2015 dans la collection « Grands Détectives » chez 10/18, est un hommage appuyé à Freaks. Les références au film sont multiples, et une courte scène de l’épilogue se situe dans la demeure de Tod Browning, au 808 North Rodeo Drive, face au Beverly Hills Hotel.
A la télévision en 2014 avec la saison 4 de la série , American Horror Story ,nommée Freak Show de Ryan Murphy avec ,entre autres, Jessica lange.

## Filmographie

### Réalisateur

#### Années 1910
- 1915 : The Living Death
- 1915 : Little Marie
- 1915 : The Lucky Transfer
- 1915 : The Slave Girl
- 1915 : An Image of the Past
- 1915 : The Highbinders
- 1915 : The Story of a Story
- 1915 : The Spell of the Poppy
- 1915 : The Electric Alarm
- 1915 : The Burned Hand
- 1915 : The Woman from Warren's
- 1916 : The Fatal Glass of Beer
- 1916 : Everybody's Doing It
- 1916 : The Fatal Glass of Beer
- 1916 : Puppets
- 1917 : Jim Bludso (réalisé avec Wilfred Lucas)
- 1917 : A Love Sublime (réalisé avec Wilfred Lucas)
- 1917 : Hands Up! (réalisé avec Wilfred Lucas)
- 1917 : Peggy, the Will O' the Wisp
- 1917 : The Jury of Fate
- 1918 : Quelle femme ! (Which Woman?) (réalisé avec Harry Pollard)
- 1918 : The Legion of Death
- 1918 : Violence (The Brazen Beauty)
- 1918 : The Eyes of Mystery
- 1918 : Revenge
- 1918 : The Deciding Kiss
- 1918 : Set Free
- 1919 : Fleur sans tache (The Wicked Darling)
- 1919 : L'Insaisissable Beauté (The Exquisite Thief)
- 1919 : Les Blés d'or (The Unpainted Woman)
- 1919 : The Petal on the Current

#### Années 1920
- 1920 : La Vierge d'Istanbul (The Virgin of Stamboul)
- 1920 : Les Révoltés (Outside the Law)
- 1921 : No Woman Knows
- 1922 : Une idylle dans le métro (The Wise Kid)
- 1922 : Man Under Cover
- 1922 : Under Two Flags
- 1923 : La Marchande de rêves (Drifting)
- 1923 : The Day of Faith
- 1923 : Les Fauves (White Tiger)
- 1924 : The Dangerous Flirt
- 1924 : Silk Stocking Sal
- 1925 : Le Club des trois (The Unholy Three)
- 1925 : La Sorcière (The Mystic)
- 1925 : Dollar Down
- 1926 : L'Oiseau noir (The Blackbird)
- 1926 : La Route de Mandalay (The Road to Mandalay)
- 1927 : L'Inconnu (The Unknown)
- 1927 : Londres après minuit (London After Midnight)
- 1927 : La Morsure (The Show)
- 1928 : À l'ouest de Zanzibar (West of Zanzibar)
- 1928 : Le Loup de soie noire (The Big City)
- 1929 : Loin vers l'est (Where East is East)
- 1929 : La Treizième Chaise (The Thirteenth Chair)

#### Années 1930
- 1930 : Les Révoltés (Outside the Law), 2e version
- 1931 : Dracula
- 1931 : L'Homme de fer (Iron Man)
- 1932 : La Monstrueuse Parade (Freaks)
- 1933 : Fast Workers
- 1935 : La Marque du vampire (Mark of the Vampire)
- 1936 : Les Poupées du diable (The Devil-Doll)
- 1939 : Miracles à vendre (Miracles for Sale)

### Scénariste
- 1916 : Acquitted de Paul Powell
- 1916 : Sunshine Dad d'Edward Dillon
- 1916 : Le Mystère du poisson volant (The Mystery of the Leaping Fish) de Christy Cabanne et John Emerson
- 1916 : Puppets
- 1916 : Atta Boy's Last Race de George Siegmann
- 1917 : Jim Bludso
- 1917 : A Love Sublime
- 1918 : Set Free
- 1919 : Bonnie, Bonnie Lassie

#### Années 1920
- 1920 : La Vierge d'Istanbul (The Virgin of Stamboul)
- 1920 : Les Révoltés (Outside the Law)
- 1921 : No Woman Knows
- 1922 : Under Two Flags
- 1923 : La Marchande de rêves (Drifting)
- 1923 : Les Fauves (White Tiger)
- 1925 : La Sorcière (The Mystic)
- 1926 : L'Oiseau noir (The Blackbird)
- 1926 : The Road to Mandalay
- 1927 : L'Inconnu (The Unknown)
- 1927 : Londres après minuit (London after Midnight)
- 1928 : Le Loup de soie noire
- 1929 : Loin vers l'est (Where East Is East)

#### Années 1930
- 1930 : Les Révoltés (Outside the Law), 2e version
- 1931 : Dracula
- 1936 : Les Poupées du diable (The Devil-Doll)

#### Années 1940
- 1946 : Inside Job de Jean Yarbrough

### Producteur
- 1920 : Les Révoltés (Outside the Law)
- 1925 : Le Club des trois (The Unholy Three)
- 1927 : Londres après minuit (London after Midnight)
- 1928 : À l'ouest de Zanzibar (West of Zanzibar)
- 1929 : The Thirteenth Chair
- 1930 : Les Révoltés (Outside the Law), 2e version
- 1931 : Dracula
- 1931 : L'Homme de fer (Iron Man)
- 1932 : La Monstrueuse Parade (Freaks)
- 1935 : La Marque du Vampire (Mark of the Vampire)
- 1936 : Les Poupées du diable (The Devil-Doll)

### Acteur
- 1909 : Ethel's Luncheon
- 1913 : Bill Joins the Band
- 1914 : A Physical Culture Romance
- 1914 : Out Again, In Again
- 1914 : The Last Drink of Whiskey
- 1914 : After Her Dough
- 1914 : The Scene of His Crime
- 1914 : A Race for a Bride
- 1914 : An Exciting Courtship
- 1914 : The Deceiver
- 1914 : The White Slave Catchers
- 1914 : Bill's Job
- 1914 : Wrong All Around
- 1914 : Bill Takes a Lady Out to Lunch... Never Again
- 1914 : Ethel's Teacher
- 1914 : Bill Saves the Day
- 1914 : Bill Organizes a Union
- 1914 : Bill Manages a Prize Fighter
- 1914 : Bill Spoils a Vacation
- 1914 : Dizzy Joe's Career
- 1914 : Casey's Vendetta
- 1914 : Ethel's Roof Party
- 1914 : Ethel Has a Steady
- 1914 : A Corner in Hats
- 1914 : Bill and Ethel at the Ball
- 1915 : Ethel's First Case
- 1915 : Cupid and the Pest
- 1915 : Bill Turns Valet
- 1915 : A Costly Exchange
- 1915 : Bill Gives a Smoker
- 1915 : Ethel's Doggone Luck
- 1915 : Ethel's New Dress
- 1916 : Intolérance (Intolerance: Love's Struggle Through the Ages)
- 1919 : The Mother and the Law
- 1931 : Dracula

## Sources
Monographies
- (it) Leonardo Gandini, Tod Browning, Milan, Il castoro, coll. « Castoro cinema » (no 177), 1996, 158 p. (ISBN 978-88-8033-067-7, OCLC 35222434) - Biographie du cinéaste parue en Italie.
- (en) Bernd Herzogenrath (dir.), The films of Tod Browning, Londres, Black Dog Pub, 2006, 238 p. (ISBN 978-1-904772-51-4) - Ouvrage collectif d'analyses des films de l'auteur.
- Pascale RISTERUCCI et Marcos UZAL (sous la direction de), Tod Browning, fameux inconnu, in CinémAction no 125 (novembre 2007), 246 p. - Premier ouvrage collectif publié en France. Les différentes contributions analysent certains des thèmes abordés par le cinéma de Tod browning et s'attardent également plus particulièrement sur des films spécifiques.
- Stuart ROSENTHAL, Tod Browning in The Hollywood Professionals, vol. 4, 1975, p. 7-66
- David J. SKAL & Elias SAVADA, Dark Carnival : The Secret World of Tod Browning : Hollywood's Master of the Macabre, Anchor Books, 1995, 359 p. — L'étude biographique la plus complète sur l'auteur.
- Dick TOMASOVIC,Freaks, La monstrueuse parade de Tod Browning, Éditions du Céfal, 2005. 109 p. - Découpage du film précédé d'une analyse de la vie et de l'œuvre du réalisateur.
- Bret WOOD, Tod Browning,une vie avec les freaks, Edition La librairie du jouet; 2018- La biographie de Tod Browning en français

Articles
- Patrick BRION, "Une vie dans le fantastique", in Cahiers du cinéma no 550 (octobre 2000), p. 84-85
- Claude-Michel Cluny, "Reprise: Freaks, dans l'œuvre de Tod Browning", in Cinéma, no 233 (mai 1978), p. 27-31.
- Stéphane DELORME, "Corps et mélodrame", in Cahiers du cinéma no 550 (octobre 2000), p. 78-82
- Alain GARSAULT, " L'Inconnu, Jeux de mains...", in Positif no 476 (octobre 2000), p. 101-102
- Jacques GOIMARD, "Le jour où les maudits prirent la parole" in L’Avant scène Cinéma no 264 (15 mars 1981 : "Freaks/ Tod Browning"), p. 4-8
- Boris Henry, "Freaks . Tod Browning", in Cahiers du cinema, CNC, Paris, 2016 (LAAC).
- Xavier Jeudon, "Le tabou des origines foraines" in Positif no 587 (janvier 2010), p. 89-91
- Michel LACLOS, "L’écran des maniaques" in Bizarre no 24-25 (3e trimestre 1962 : "L’épouvante : cinéma fantastique"), p. 1-3
- Gérard LENNE, " Mélodrame et illusion chez Tod Browning", in Positif no 476 (octobre 2000), p. 86-94
- Jean-Claude ROMER, "Tod Browning" in Bizarre no 24-25 (3e trimestre 1962 : "L’épouvante : cinéma fantastique"), p. 4-24
- Charles Tesson, "La disparition révélée", in Cahiers du cinéma no 550 (octobre 2000), p. 86
- Bret WOOD, " Les passions secrètes de Tod Browning", in Positif no 476 (octobre 2000), p. 95-102

Vidéographie
- Hommage à Tod BROWNING, Bach Films, 2010. Les films : White Tiger, The Mystery of the Leaping Fish. Les courts-métrages : Sunshine Dad, Bill Joins the W.W.W.’S (avec Tod Browning acteur) et Chained for Life de Harry L. Fraser qui met en scène les sœurs siamoises de La Monstrueuse Parade. Interviews de Patrick Brion.
- Tod BROWNING, Freaks, la monstrueuse parade, Warner, 2005. DVD-107 minutes. — Cette édition offre les commentaires audio de David Skal, un documentaire sur les coulisses ainsi que les fins alternatives.
- Tod BROWNING, The Devil Doll/ Mark of the Vampire, Warner, 2006. DVD-78 & 60 minutes. — Incluses dans le coffret "Legends of Horror" paru aux États-Unis, ces éditions offrent des commentaires audio de Kim Newman et Steve Jones.
- Laurent PRÉYALE, Couples & duos, Spads, TPS cinéma, 2001. — Quatre documentaires de 26 minutes écrits et réalisés par Laurent Préyale dont un consacré à Lon Chaney et Tod Browning.
- Laurent PRÉYALE, Tod Browning, Sylphe, 1997. France-26 minutes-Couleur-Mono. — Documentaire biographique qui propose des extraits de films de Browning et souligne particulièrement la collaboration entre Tod Browning et Lon Chaney. Patrick Brion et Eric Rohmer apportent quelques explications sur la vie et l’œuvre du cinéaste. Patrick Brion a à plusieurs reprises proposé des cycles Tod Browning et Lon Chaney dans le cadre du Cinéma de Minuit sur la troisième chaîne française.